# 五代利矢子
五代 利矢子（ごだい りやこ、1933年 - ）は、日本の文筆家。司会者。

## 人物
東京都出身。夫は宇宙工学者で五代友厚のひ孫にあたる五代富文。姉はNHKの名アナウンサー和田信賢夫人となった和田（旧姓：大島）実枝子と秋田県の教育長を務めた長谷山包子。劇作家の青江舜二郎は親類にあたる。
東京女子大学を卒業後、アメリカ大使館ラジオ・テレビ部に勤務・ルポライターを経て文筆家となる。
NHK「こんにちは奥さん」、TBS「暮らしの法律相談」などの司会を担当。講演や各機関の委員も務めている。
1966年には「第17回NHK紅白歌合戦」の特別審査員になった。

## 著書
- 『あて名のない手紙‐今という不安の中にいて』（自由出版、1974年）
- 『人にやさしいネットワークを』（ぎょうせい、1987年）

## 現在の役職
- 福島県しゃくなげ大使[4]

ほか